# Hong Kong (film)
Hong Kong is een Amerikaanse avonturenfilm in Technicolor uit 1952 onder regie van Lewis R. Foster.

## Verhaal
Op het platteland ergens in China wordt de Amerikaan Jeff Williams op een haartje na geraakt door een luchtaanval van de communisten. Hij ontsnapt door een rivier over te steken met een bootje waarin hij een klein weeskind genaamd Wei Lin aantreft. Jeff spreekt geen woord Mandarijn en brengt het kind naar een vluchtelingenkamp dat wordt gerund door de Amerikaanse lerares Victoria Evans. Zij heeft een vliegtuig gecharterd naar Hongkong en dolblij vergezelt Jeff haar naar het eiland. 
Onderweg komen Jeff en Victoria tot de ontdekking dat Wei Lin een gouden figuur bij zich draagt, een erfstuk van zijn familie. Na een bijna-noodlanding weten ze het jongetje de Britse grens binnen te smokkelen. Eenmaal in Hongkong probeert Jeff de familie van Wei Lin op te sporen. In een antiekwinkel identificeert een verkoper het figuurtje dat Wei Lin droeg als een zeldzaam Tibetaans reliek en biedt Jeff er $100.000 dollar voor aan. Hij liegt tegen Victoria zodat hij ongestoord met het figuur kan wegkomen en deze kan verkopen zonder het geld te hoeven delen. Hij voelt zich echter schuldig en blaast de deal af, tot groot genoegen van Victoria, die een zoen met hem deelt.
De volgende ochtend wordt Wei Lin ontvoerd door de verkoper uit de antiekwinkel. Jeff en Victoria zetten een reddingstocht in en weten zowel het jongetje te redden als het figuur te behouden. Niet veel later trouwen Jeff en Victoria en brengen Wei Lin naar een duur weeshuis voor scholing. 

## Rolverdeling
| Acteur               | Personage      |
| -------------------- | -------------- |
| Ronald Reagan        | Jeff Williams  |
| Rhonda Fleming       | Victoria Evans |
| Nigel Bruce          | Mr. Lighton    |
| Marvin Miller        | Tao Liang      |
| [[Lady May Lawford]] | Mrs. Lighton   |
| Lowell Gilmore       | Danton         |
| Claud Allister       | Hotel Manager  |
| Danny Chang          | Wei Lin        |